# Lato (fiume)
Il Lato è un fiume lungo circa 5 km che attraversa il territorio di Palagiano, Laterza e Castellaneta, in Provincia di Taranto.

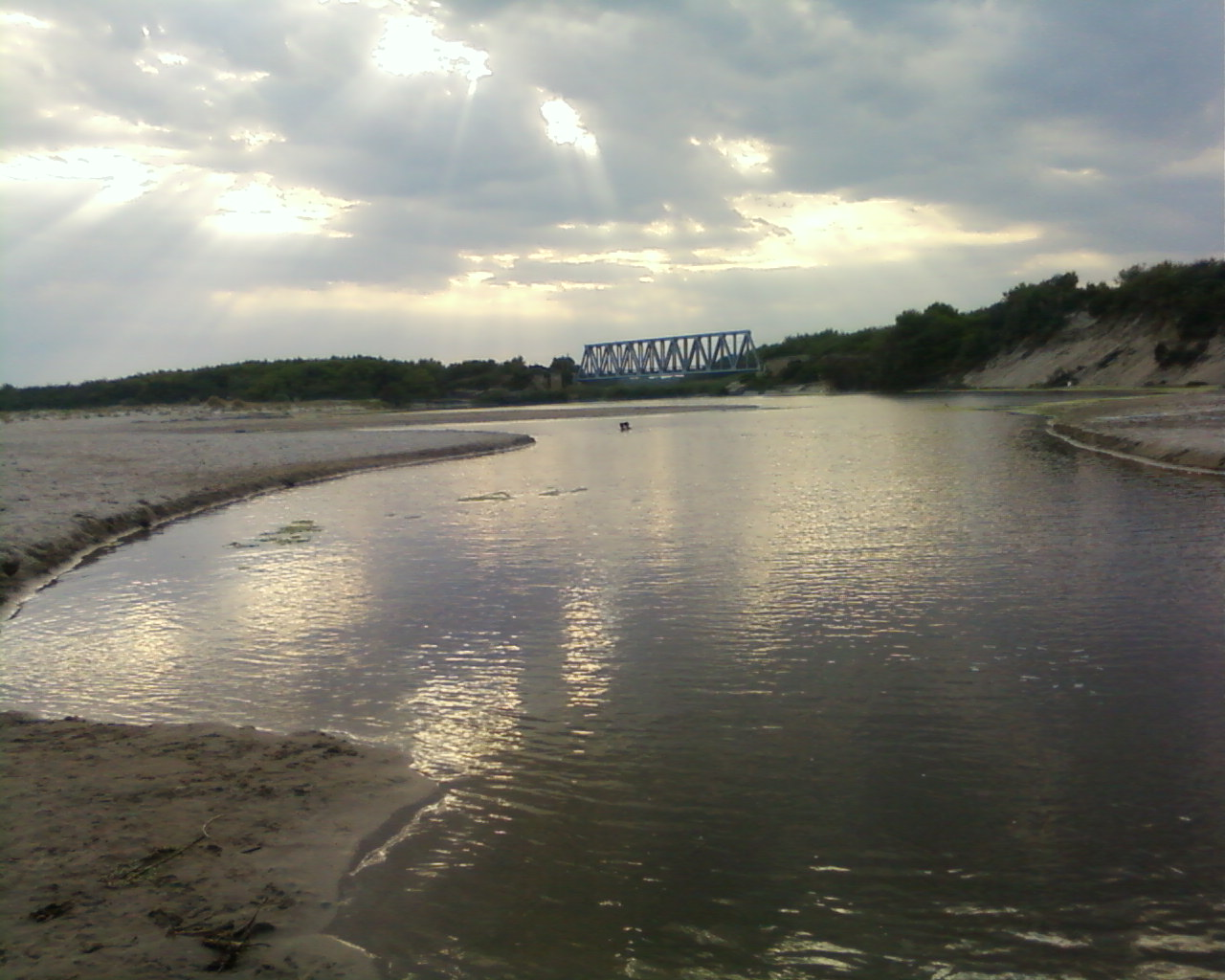
Fiume Lato

## Caratteristiche principali
Si forma al termine della Gravina Grande di Castellaneta e dalla Gravina di Laterza, dove le acque pluviali si raccolgono sul fondo delle gravine formando torrenti e ruscelli che raggiungono il mare mediante questo fiume. 
l Lato si forma presso la Masseria Sant’Andrea Grande con l’unione di due torrenti, Lama e Talvo. Attraversa i territori di Laterza, Palagiano e Castellaneta, di cui raccoglie le acque che vengono dalle numerose gravine. 
Il fiume Lato attraversa la riserva naturale biogenetica Stornara e il bosco di Romanazzi; qui la specie dominante è rappresentata dal pino d'Aleppo, accompagnato dalla macchia mediterranea dove predomina il lentisco. 
La parte più interessante dal punto di vista naturalistico del fiume è proprio la foce dove sono presenti canneti, giunchi e, in prossimità del mare, la classica flora marittima del ginepro rosso, oltre ai già citati pino d'Aleppo e del lentisco. Abbondano anche i fiori come il giaggiolo acquatico e il giglio delle sabbie.
Oltre ad una florida vegetazione, il Lato presenta una ricca e rara avifauna, che rende il fiume una delle zone ornitologiche più interessanti della Puglia. Il canneto in primavera e autunno, durante le migrazioni diviene la casa della folaga, della gallinella d'acqua, del porciglione e di molti passeriformi, quali ad esempio l'usignolo d'acqua. Si possono incontrare anche se raramente l'anatra e l'airone. 

## Luoghi d'interesse

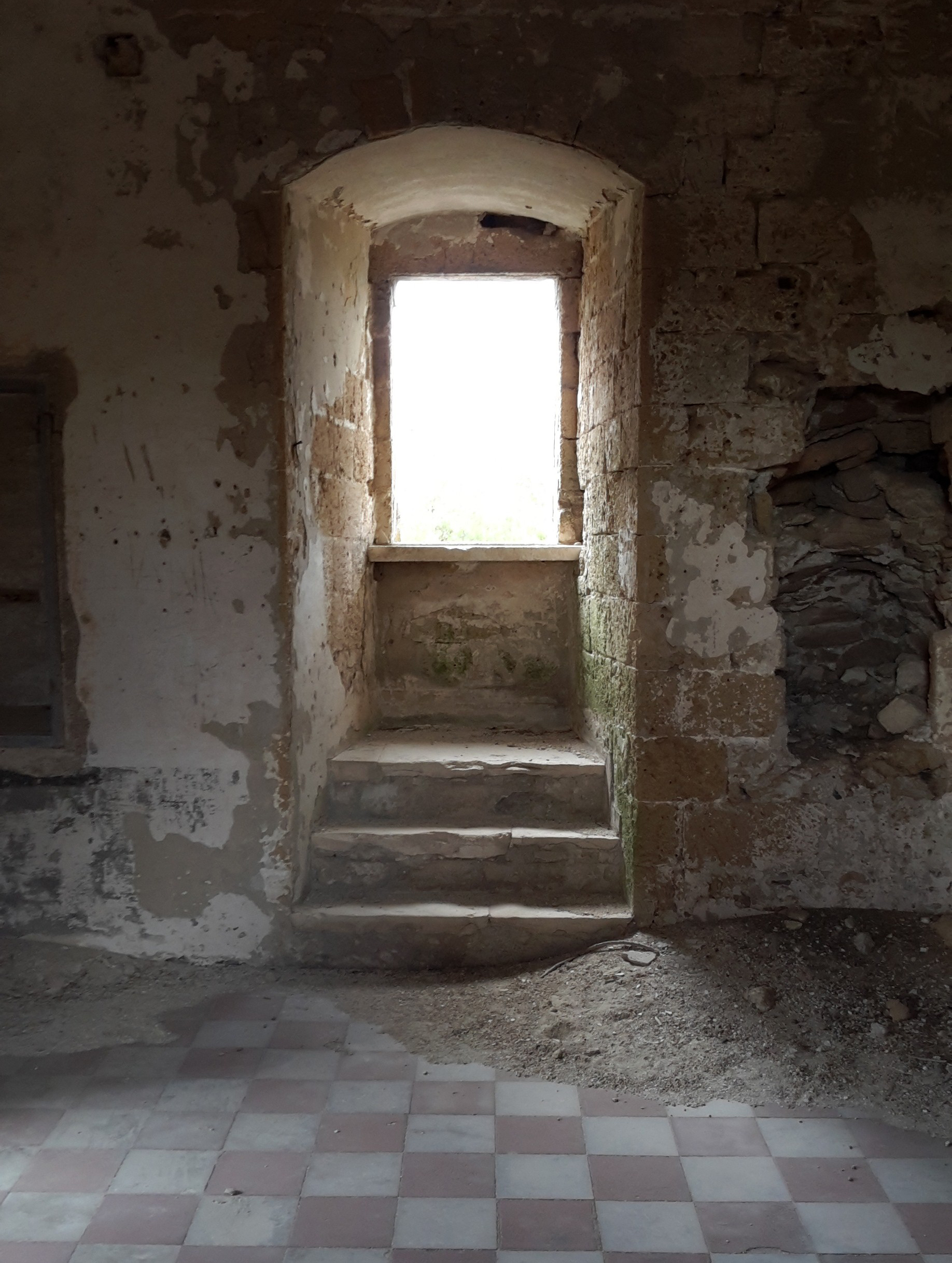
Torre del fiume Lato (XVI secolo)

Alla sua foce, rimasta paludosa sino ai lavori di bonifica avviati negli anni venti, a cui si aggiunsero i lavori per il vicino ponte sul fiume, si erge l'antica Torre Lato, risalente al 1500 e fatta costruire in difesa della costa dalle incursioni piratesche e saracene, per volere di Carlo V. 
Essa prende nome dall'omonimo fiume sud cui è posizionata e serviva a difendere l'appetibile territorio della conca d'oro con coltivazioni e masserie. La Torre Lato, si trova nella Riserva naturale Stornara, all'altezza del km ferroviario 22, della Ferrovia Jonica Taranto-Metaponto.
Il fiume assieme al vicino fiume Lenne o Lama di Lenne, fa parte di un itinerario per canoa/kayak che prevede l'attraversamento dei due fiumi assieme allo specchio d'acqua del Golfo di Taranto tra le loro foci.

## Curiosità
Qui nell'aprile del 1967 transitò Salvatore Quasimodo, il quale, affascinato dalla sua natura e tranquillità, oltre che alle sue acque fresche e pulite, decise di rimanerci per l'estate. Il poeta definì la terra di Palagiano "un paesaggio omerico della natura". Nelle vicinanze del fiume sono stati rinvenuti reperti della Magna Grecia e Romani.